# Bambois
Bambois est un hameau de la ville belge de Fosses-la-Ville située en Wallonie dans la province de Namur.
Hameau de l’Entre-Sambre-et-Meuse se trouvant sur la route reliant Fosses à Saint-Gérard, Bambois est principalement connu pour son large étang alimenté par un affluent de la Biesme. Après la rénovation des lieux et la création d’un parc-nature environnant, l’étang est redevenu une destination touristique très fréquentée.
L’ancienne ligne de chemin de fer Tamines-Dinant (ligne 150) avait même une halte appelée Bambois-plage.

## Patrimoine
- Eglise Saint-Barthélemy, (Bambois). Edifice néo-gothique en grès et calcaire construit en 1886 à l'intervention de Barthélemy Jeanmart[4].